# جائزة أستراليا الكبرى 1995
جائزة أستراليا الكبرى 1995 هو سباق فورمولا 1 أقيم بتاريخ 12 نوفمبر 1995 في حلبة أديليد ستريت، أستراليا. كان السابع عشر من أصل 17 في بطولة العالم لسباقات الفورمولا واحد موسم 1995. حلّ البريطاني دايمون هيل أولا بينما جاء الفرنسي أوليفييه بانيس في المركز الثاني وحصل على المركز الثالث الإيطالي جياني موربيديلي.